# Bjarne Solbakken
Bjarne Solbakken (* 18. Mai 1977 in Ålesund) ist ein ehemaliger norwegischer Skirennläufer. Er nahm an zwei Olympischen Spielen und vier Weltmeisterschaften teil. Von 1998 bis 2008 startete er im Skiweltcup und konnte ein Rennen gewinnen.

## Biografie
Nach einigen guten Resultaten bei FIS-Rennen nahm Solbakken im Dezember 1996 an seinen ersten Rennen im Europacup teil. Regelmäßige Einsätze hatte er ab der Saison 1997/98, in der er völlig unerwartet gleich die erste Saisonabfahrt gewann, nachdem zuvor sein bestes EC-Resultat ein 49. Rang war. Wiederholen konnte er diesen Erfolg zunächst nicht, Platz 12 in der Abfahrt von Zauchensee blieb sein zweitbestes Saisonergebnis. In der Saison 1998/99 fuhr er dreimal auf das Podest und wurde Sechster in der Gesamtwertung. Am Ende der Saison 1999/2000 feierte er im Riesenslalom von Kappl seinen zweiten Europacupsieg, wurde Vierter im Riesenslalomklassement und Gesamt-Siebenter.
Seine ersten beiden Starts im Weltcup hatte Solbakken bereits im Januar und März 1998, blieb aber weit außerhalb der Punkteränge. Auch bei seinen nächsten vier Rennen ein Jahr später hatte er keinen Erfolg. Ab der Saison 1999/2000 startete er regelmäßig im Weltcup und holte am 24. November mit Rang 27 im Riesenslalom von Vail seine ersten Punkte. Das beste Resultat dieses Winters war der 13. Platz im Riesenslalom von Kranjska Gora am 13. März. In der folgenden Saison belegte er im Super-G von Beaver Creek den elften Platz und erreichte bei seinem ersten Großereignis, den Weltmeisterschaften 2001 in St. Anton, den zehnten Platz im Super-G.
In der Saison 2001/02 fuhr Solbakken im Riesenslalom von Alta Badia erstmals im Weltcup unter die besten zehn. Noch besser lief es für den Norweger bei den Olympischen Winterspielen 2002 in Salt Lake City. Dort erreichte er den fünften Platz im Super-G und den sechsten Platz im Riesenslalom sowie den zwölften in der Abfahrt. In der nächsten Saison kam Solbakken zweimal in die Top 10, bei den Weltmeisterschaften 2003 hatte er aber etwas weniger Erfolg und wurde 17. in der Abfahrt sowie 19. im Super-G und in der Kombination.
Die Saison 2003/04 war Solbakkens erfolgreichste: In der Abfahrt von Beaver Creek am 5. Dezember kam er zeitgleich mit Stephan Eberharter auf den zweiten Platz und damit erstmals auf das Podest, zwei Tage später feierte er im Super-G am selben Ort vor den beiden Österreichern Hermann Maier und Hans Knauß seinen einzigen Weltcupsieg. Zwei weitere Podestplätze folgten mit Rang drei im Riesenslalom von Flachau und Rang zwei im Super-G von Kvitfjell. Zu Saisonende belegte er damit den vierten Platz in der Super-G-Wertung sowie den elften Gesamtrang. 2004 wurde er zum dritten Mal nach 2000 und 2001 norwegischer Meister im Riesenslalom.
In den nächsten Jahren konnte Solbakken diese Erfolge nicht mehr wiederholen. In der Saison 2004/05 fiel er weit zurück und der 14. Platz in der Abfahrt von Beaver Creek war sein bestes Resultat. Bei den Weltmeisterschaften in Bormio gelangen ihm immerhin der elfte Platz im Riesenslalom und Rang 13 in der Kombination. In der Saison 2005/06 kam er mit Rang elf im Super-G von Kitzbühel noch einmal knapp an die Top 10 heran, erreichte aber sonst meist nur Resultate hinter den besten 20. Entsprechend waren auch die Ergebnisse bei den Olympischen Winterspielen 2006: 20. im Riesenslalom, 26. im Super-G und 29. in der Abfahrt.
Am 24. November 2006 erlitt Solbakken im Training zur Abfahrt von Lake Louise einen Kreuzbandriss. Zunächst wurde befürchtet, dass dadurch die komplette Saison für den Norweger zu Ende ist, am 20. Januar 2007 konnte er aber wieder sein nächstes Weltcuprennen bestreiten. Im Februar nahm er an den Weltmeisterschaften 2007 im schwedischen Åre teil und belegte dort Platz 19 im Super-G und Rang 29 in der Abfahrt. Im Weltcup erreichte Solbakken in weiterer Folge aber nie mehr die Punkteränge und so gab er nach der Saison 2007/08 seinen Rücktritt vom Skirennsport bekannt.

## Erfolge

### Olympische Winterspiele
- Salt Lake City 2002: 5. Super-G, 6. Riesenslalom, 12. Abfahrt
- Turin 2006: 20. Riesenslalom, 26. Super-G, 29. Abfahrt

### Weltmeisterschaften
- St. Anton 2001: 10. Super-G
- St. Moritz 2003: 17. Abfahrt, 19. Super-G, 19. Kombination
- Bormio 2005: 11. Riesenslalom, 13. Kombination, 18. Super-G, 26. Abfahrt
- Åre 2007: 19. Super-G, 29. Abfahrt

### Weltcup
- Saison 2003/04: 4. Super-G-Wertung

Insgesamt 4 Podestplätze, davon 1 Sieg:
| Datum            | Ort          | Land | Disziplin |
| ---------------- | ------------ | ---- | --------- |
| 7. Dezember 2003 | Beaver Creek | USA  | Super-G   |

### Europacup
- Saison 1998/99: 6. Gesamtwertung, 6. Riesenslalom, 9. Super-G
- Saison 1999/00: 7. Gesamtwertung, 4. Riesenslalom

Insgesamt 9 Podestplätze, davon 2 Siege:
| Datum             | Ort         | Land       | Disziplin    |
| ----------------- | ----------- | ---------- | ------------ |
| 17. Dezember 1997 | Piancavallo | Italien    | Abfahrt      |
| 18. März 2000     | Kappl       | Österreich | Riesenslalom |

### Weitere Erfolge
- Dreifacher Norwegischer Meister im Riesenslalom 2000, 2001 und 2004
- 20 Siege in FIS-Rennen